# Lindgrabenbach
Der Lindgrabenbach ist ein Bach im 23. Wiener Gemeindebezirk Liesing. Er ist ein Zubringer des Knotzenbachs und wird teilweise als Bachkanal geführt.

## Verlauf

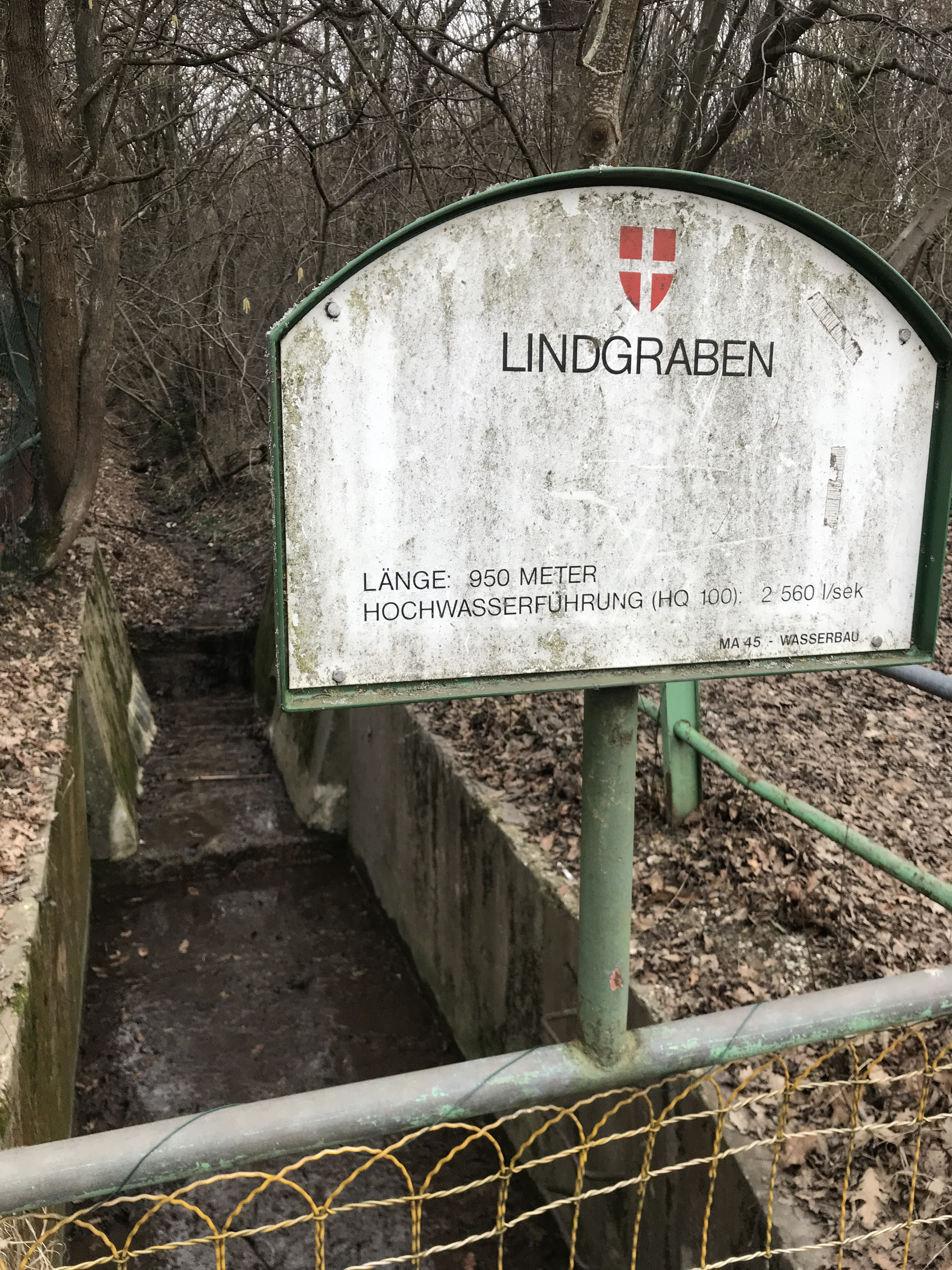
Infotafel Lindgrabenbach

Der Lindgrabenbach hat in seinem oberirdischen Verlauf eine Länge von 950 m bei einer Höhendifferenz von 71 m. Sein Einzugsgebiet ist 0,3 km² groß.
Der Bach entspringt am Kadoltsberg im Maurer Wald. Dann verläuft er entlang der Lindgrabengasse durch Siedlungsgebiet. Kurz vor der Rielgasse mündet der Lindgrabenbach in einen Bachkanal. Er fließt durch das Ortszentrum von Mauer, nimmt linksseitig den Asenbauergraben auf und mündet bei der Kreuzung der Endresstraße und der Maurer Lange Gasse unterirdisch in den Knotzenbach.
Beim Lindgrabenbach besteht keine Gefahr von Überflutungen. Im Fall eines Jahrhunderthochwassers sind weder Infrastruktur noch Wohnbevölkerung betroffen.

## Geschichte
Der durch das Ortszentrum von Mauer verlaufende Lindgrabenbach war bereits im 18. Jahrhundert in weiten Teilen reguliert. Ab dem 19. Jahrhundert wurden immer mehr Abschnitte unterirdisch geführt.

## Ökologie
Am offenen Oberlauf des Bachs wächst ein schmaler Streifen eines Ahorn-Eschen-Auwalds.